# Psylla formosana
Psylla formosana är en insektsart som beskrevs av Yang 1984. Psylla formosana ingår i släktet Psylla och familjen rundbladloppor. Inga underarter finns listade i Catalogue of Life.